# Cyrtomium latifalcatum
Cyrtomium latifalcatum là một loài thực vật có mạch trong họ Dryopteridaceae. Loài này được S.K. Wu & Mitsuta miêu tả khoa học đầu tiên năm 1985.